# Феодамант
Феодамант (Теодамас, также Тейодамант или Фиодамант, др.-греч. Θειοδάμας) — в древнегреческой мифологии царь дриопов. Его жена — Менодика, сын — Гилас.
Он не хотел оказать гостеприимство Гераклу, который проходил его владения вместе с Деянирой. Геракл встретил его, ехавшего на колеснице, выпряг быка и заколол себе на обед. Феодамант был убит Гераклом. Геракл убил также дриопов, которые помогали царю. Геракл захватил в плен его сына Гиласа. В этой битве мужественно сражалась и была ранена Деянира.
Есть версия, что Геракл проходил там со своим сыном Гиллом и просил у Феодаманта поесть, тот отказал, и Геракл заколол пахотного быка.